# Michael Tylo
Michael Tylo (Detroit, 16 ottobre 1948 – Henderson, 28 settembre 2021) è stato un attore televisivo statunitense.

## Biografia
Era noto al pubblico televisivo italiano per il ruolo di Quinton McCord, alias Quinton Chamberlain nella soap opera Sentieri (1983-1985 e 1995-1997) e dell'alcalde Luis Ramón nel telefilm Zorro (1990-1991), nonché per essere stato per anni il marito dell'attrice Deborah Hunter, conosciuta ora come Hunter Tylo (l'ex Taylor di Beautiful).
Aveva lavorato, inoltre, ne La valle dei pini (All my children), in General Hospital, in Beautiful.
Il 18 ottobre 2007 venne colpito da una grande tragedia familiare: la morte del figlio 19enne Michael Jr., annegato nella piscina di casa dopo una crisi convulsiva. Già in precedenza, la famiglia Tylo aveva vissuto momenti drammatici per via delle condizioni di salute della piccola Katya, nata con un retinoblastoma.

## Filmografia parziale
- La valle dei pini
- General Hospital
- Sentieri (1983-1985, 1995-1997)
- Beautiful (The Bold and The Beautiful) (2000)
- Intrepid - La nave maledetta (Intrepid), regia di John Putch (2000)
- Nightwing: The Series - Ruolo: Slade Wilson/Deathstroke (voce) - webserie (2014)